# Steinen (Suíça)
Steinen é uma comuna da Suíça, no Cantão Schwyz, com cerca de 2.968 habitantes. Estende-se por uma área de 11,85 km², de densidade populacional de 250 hab/km². Confina com as seguintes comunas: Arth, Lauerz, Sattel, Steinerberg, Svitto (Schwyz).
A língua oficial nesta comuna é o Alemão.